# Cerro Rabón
Cerro Rabón är en ort i Mexiko.   Den ligger i kommunen San José Tenango och delstaten Oaxaca, i den sydöstra delen av landet, 300 km sydost om huvudstaden Mexico City. Cerro Rabón ligger 1 196 meter över havet och antalet invånare är 276.
Terrängen runt Cerro Rabón är kuperad åt nordost, men åt sydväst är den bergig. Runt Cerro Rabón är det ganska tätbefolkat, med 185 invånare per kvadratkilometer. Närmaste större samhälle är Isla Soyaltepec, 15,0 km nordost om Cerro Rabón. I omgivningarna runt Cerro Rabón växer i huvudsak städsegrön lövskog.